# Бланка Французская (монахиня)
Бланка Французская (1313 — 26 апреля 1358) — монахиня, четвёртая и самая младшая дочь короля Франции Филиппа V и Жанны Бургундской.

## Биография
Бланка родилась в 1313 году во время правления своего деда, короля Филиппа IV. Её назвали в честь сестры матери, Бланки Бургундской. Через год после рождения Бланки её мать, а также Бланка и Маргарита Бургундские, были вовлечены в Дело Нельской башни. Супружескую неверность Жанны Бургундской доказать не удалось, она была заключена в замок Дурдан, а после смерти Филиппа IV её муж настоял на её освобождении (1315).
К тому времени, когда Бланке исполнилось семь лет, её отец стал королём Франции и Наварры, а также пфальцграфом Бургундии. Королева Жанна решила, что её младшая дочь должна стать францисканской монахиней, по всей видимости, желая искупить тем самым грехи её запертой в темнице тёзки. Мать Бланки приняла окончательное решение о судьбе дочери лишь после того, как получила несколько папских устроений, которые могли бы облегчить монашескую жизнь юной принцессы. Королева получила специальное разрешение, которое позволило ей и её супругу часто навещать дочь; позже папа предостерёг её от слишком частого посещения Бланки.
Несмотря на монашеские обеты, Бланка чаще своих титулованных сестёр — Жанны III Бургундской, Маргариты I Бургундской и Изабеллы, дофины Вьеннуа — упоминается в первоисточниках. Предполагается, что в какой-то момент она владела богато украшенным францисканским бревиарием, самой ранней из известных работ Жана Пьюселя. Бланка умерла 26 апреля 1358 года, пережив всех своих сестёр, за исключением Маргариты.